# Весільна маска
Весільна маска (кор. 각시탈) — південнокорейський гостросюжетний історичний телесеріал що транслювався щосереди та щочетверга з 30 травня по 6 вересня 2012 року на телеканалі KBS2. Серіал знятий за популярною у кореї манхвою «Гаксітхаль» Хо Йон Мана

## Сюжет
У Сеулі 1930-х років, що знаходиться під гнітом японських імперіалістів, у маленькому будинку разом з матір'ю мешкають двоє братів. Старший Гансан потрапивши до поліцейського відділку за підозру в участі в боротьбі за незалежність від Японії, невитримав тортур окупантів та збожеволів. Молодший Ганто вирішив змиритися з долею, та пішов працювати до поліції. Щоби вислужитися перед окупантами він мріє арештувати «Весільну маску», таемничого борця за незалежність який сильно дошкуляє японській владі, але ніхто не знає хто він, бо він ховає своє обличчя за традиційною корейською маскою що вдягають на весілля. Одного разу із засідки Ганто нарешті вдалося влучити в загадкову людину що ховається за маскою, але коли він наздогнав смертельно пораненого та зірвав з нього маску, під нею він побачив свого старшого брата якого всі вважали божевільним. Після смерті старшого брата, Ганто вирішує продовжити справу брата надихаючи людей на боротьбу, але і службу в поліції неприпиняє. Якийсь час йому вдається поєднувати дві справи, допоки на його упіймання не кинула всі сили могутня японська організація «Кішокай», яка планувала розширити японську владу на увесь континент.

## Акторський склад

### Головні ролі
- Чу Вон — у ролі Лі Ганто / Сато Хіроші / Лі Йон. Молодий офіцер поліції який завзято намагається викорінити із себе все корейське. Його бояться та проклинають прості люди яких він постійно кидає за ґрати через будь-яку підозру у співпраці з борцями за незалежність. Але після смерті брата він сам стає борцем за незалежність.
- Чін Се Йон — у ролі О Мокдан / Естер / Бон Ї. Молода дівчина, донька одного з керівників підпільного руху за незалежність, прикриттям для якої слугує робота в цирку. Вона люто ненавидить Ганто та захоплюється подвигами «Весільної маски», зовсім не підозрюючи що це одна людина.
- Пак Кі Ун[en] — у ролі Кімура Шунджі. Найкращий друг Ганто, член відомого самурайського роду, він наперекір батьку приїхав навчати дітей у школі музиці. Коли від рук «Весільної маски» гине його брат, він клянеться вистежити та вбити «Весільну маску».[2]
- Хан Че А — у ролі Уено Ріе / Лари / Че Хон Джу. Кореянка яку в дитинстві вдочерив впливовий японець, її виховали у ненависті до всього корейського. ЇЇ новий батько відправляє її до Кореї із завданням ліквідувати «Весільну маску».[3]

### Другорядні ролі

#### Родина Ганто
- Сін Хьон Джун[en] — у ролі Лі Гансана / Лі Іна. Старший брат Ганто який під виглядом божевільного завжди міг спокійно опинитися в потрібному місті, та здійснити напад на японців під прикриттям традиційної маски. Його відчайдушні напади підтримували дух корейського народа.[4]
- Сон Ок Сун[en] — у ролі матері Ганто.
- Лі Іль Дже[ko] — у ролі батька Гансана та Ганто.
- Чон Хьон[ko] — у ролі Пек Гона. Помічник батька Ганто.

#### Борці за незалежність
- Чон Но Мін[en] — у ролі Мок Дамсарі. Батько Мокдан та один з керівників борців за незалежність.
- Сон Бьон Хо[en] — у ролі Чо Дон Джу. Голова циркової трупи в якій працює Мокдан.
- Лі Кьон Сіль[ko] — у ролі О Дон Ньон. Овдовіла артистка цирку яка ставиться до Мокдан як до власної доньки.
- Лі Бьон Джун[en] — у ролі артиста цирку Сін Нан Да.
- Сон Йо Ин[en] — у ролі Ом Сон Хви. Найкраща подруга Мокдан, член циркової трупи.[5]
- Со Йон А[ko] — у ролі Хам Кє Сун. Артистка цирку яка стала шпигункою Шунджі.
- Кім Мьон Гон[en] — у ролі Ян Бека. Лідер борців за незалежність.

#### Члени Кішокай
- Чхон Хо Джін[en] — у ролі Кімура Таро. Голова поліцейського відділку Чонро також голова міського осередку Кішокай. Батько Кімури Шунджі.
- Пак Чу Хьон[ko] — у ролі Кімура Кенджі. Старший брат Шунджі, голова поліцейського відділку Чонро.
- Ан Хьон Джун[ko] — у ролі Катсуяма Чуна. Особистий охоронець Уено Ріе.
- Ан Сок Хван[en] — у ролі Лі Сі Йона. Граф-колабораціоніст який до нестями боїться «Весільної маски», член Кішокай.
- Кім Чон Нан[en] — у ролі Лі Хва Гьон. Графиня-колабораціоністка, член Кішокай.
- Кім Те Йон — у ролі Пак Ін Сама. Власник великої газети, член Кішокай.
- Чон Гук Хван[ko] — у ролі Уено Хідекі. Голова Кішокай, всиновитель Уено Ріе.
- Брюс Хан — у ролі Гімпей Гато. Головний особистий охоронець Уено Хідекі
- Квон Тхе Вон[ko] — у ролі Чхве Мьон Сопа. Суддя, член Кішокай.

#### Поліцейський відділок Чонро
- Кім Ин Су[en] — у ролі Конно Гочі. Головний поліцейський міста.
- Йон Бон Кіль[ko] — у ролі Абе Шиндже. Рядовий поліцейських сил.
- Юн Чін Хо[ko] — у ролі Коїсо Таданобу. Сержант поліцейських сил.

## Рейтинги
- Найнижчі рейтинги позначені синім кольором, а найвищі — червоним кольором.

| Серія            | Прем'єра         | Рейтинг        | Рейтинг      | Рейтинг        | Рейтинг     |
| Серія            | Прем'єра         | TNmS Ratings   | TNmS Ratings | AGB Nielsen    | AGB Nielsen |
| Серія            | Прем'єра         | По всій країні | Сеул         | По всій країні | Сеул        |
| ---------------- | ---------------- | -------------- | ------------ | -------------- | ----------- |
| 1                | 30 травня 2012   | 12,6 %         | 12,8 %       | 12,7 %         | 13,3 %      |
| 2                | 31 травня 2012   | 12,4 %         | 13,3 %       | 12,4 %         | 12,9 %      |
| 3                | 6 червня 2012    | 13,3 %         | 14,5 %       | 13,6 %         | 13,9 %      |
| 4                | 7 червня 2012    | 14,8 %         | 14,9 %       | 15,6 %         | 16,7 %      |
| 5                | 13 червня 2012   | 13,8 %         | 14,1 %       | 14,5 %         | 15,4 %      |
| 6                | 14 червня 2012   | 15,5 %         | 16,3 %       | 15 %           | 15,7 %      |
| 7                | 20 червня 2012   | 15,3 %         | 15,5 %       | 15,5 %         | 16,5 %      |
| 8                | 21 червня 2012   | 15,4 %         | 15 %         | 15,5 %         | 16,3 %      |
| 9                | 27 червня 2012   | 14,7 %         | 13,9 %       | 14,8 %         | 15,2 %      |
| 10               | 28 червня 2012   | 15,9 %         | 15,3 %       | 14,6 %         | 15 %        |
| 11               | 4 липня 2012     | 17,6 %         | 17,2 %       | 14,8 %         | 15,8 %      |
| 12               | 5 липня 2012     | 16,5 %         | 15,6 %       | 14 %           | 14 %        |
| 13               | 11 липня 2012    | 16,7 %         | 15,6 %       | 14,4 %         | 14,4 %      |
| 14               | 12 липня 2012    | 17,3 %         | 16,3 %       | 16,3 %         | 17,5 %      |
| 15               | 18 липня 2012    | 17,2 %         | 16,8 %       | 15,2 %         | 16,7 %      |
| 16               | 19 липня 2012    | 18,1 %         | 17,3 %       | 16,8 %         | 18,2 %      |
| 17               | 25 липня 2012    | 16,7 %         | 16,8 %       | 15,6 %         | 16,3 %      |
| 18               | 1 серпня 2012    | 16,9 %         | 16,3 %       | 18 %           | 18,2 %      |
| 19               | 8 серпня 2012    | 19,3 %         | 18,8 %       | 18,3 %         | 18,2 %      |
| 20               | 9 серпня 2012    | 20,6 %         | 20,6 %       | 19,5 %         | 19,8 %      |
| 21               | 15 серпня 2012   | 22,6 %         | 23,1 %       | 19,4 %         | 18,8 %      |
| 22               | 16 серпня 2012   | 21,9 %         | 22,4 %       | 19,7 %         | 19,5 %      |
| 23               | 22 серпня 2012   | 22,2 %         | 22,4 %       | 19,8 %         | 19,5 %      |
| 24               | 23 серпня 2012   | 22,3 %         | 22,9 %       | 20,3 %         | 20,2 %      |
| 25               | 29 серпня 2012   | 19,4 %         | 19,4 %       | 20,4 %         | 20,6 %      |
| 26               | 30 серпня 2012   | 22,8 %         | 22,9 %       | 21,4 %         | 21,7 %      |
| 27               | 5 вересня 2012   | 24,3 %         | 26,1 %       | 21,5 %         | 21,9 %      |
| 28               | 6 вересня 2012   | 27,3 %         | 27,7 %       | 22,9 %         | 23,2 %      |
| Середній рейтинг | Середній рейтинг | 18 %           | 18 %         | 16,9 %         | 17,3 %      |

## Нагороди
| Рік  | Нагорода                                             | Категорія                                | Отримувач        | Результат | Примітки |
| ---- | ---------------------------------------------------- | ---------------------------------------- | ---------------- | --------- | -------- |
| 2012 | 20-та Премія корейської культурита розваг            | Нагорода за майстерність (актор)         | Кім Ин Су        | Перемога  | [ 8 ]    |
| 2012 | 20-та Премія корейської культурита розваг            | Нагорода за майстерність (актор)         | Чон Но Мін       | Перемога  | [ 8 ]    |
| 2012 | 20-та Премія корейської культурита розваг            | Краща нова акторка                       | Пан Мін Чон      | Перемога  | [ 8 ]    |
| 2012 | 1-ша Зіркова премія APAN                             | Кращи трюки в екшн-сценах                | «Весільна маска» | Перемога  | [ 9 ]    |
| 2012 | 26-та Премія KBS драма                               | Нагорода за майстерність (актор серіалу) | Чу Вон           | Перемога  | [ 10 ]   |
| 2012 | 26-та Премія KBS драма                               | Краща нова акторка                       | Чін Се Йон       | Перемога  | [ 10 ]   |
| 2012 | 26-та Премія KBS драма                               | Кращий актор другого плану               | Пак Кі Вун       | Перемога  | [ 10 ]   |
| 2012 | 26-та Премія KBS драма                               | Нагорода за популярність                 | Чу Вон           | Перемога  | [ 10 ]   |
| 2013 | 13-та Премія Національної Ассамблеї Республіки Корея | Драма року                               | «Весільна маска» | Перемога  | [ 11 ]   |